# La vida amb el pare
La vida amb el pare  (títol original en anglès: Life with Father) és una pel·lícula estatunidenca dirigida per Michael Curtiz, estrenada el 1947. Ha estat doblada al català.

## Argument
Vinnie dirigeix tota la seva família malgrat els aspectes autoritaris del seu marit MrDay. Descobreix que el seu marit no és batejat; es nega a passar per l'església però intenta per tots els mitjans fer-lo canviar d'opinió.

## Repartiment
- William Powell: Clarence Day Sr.
- Irene Dunne: Vinnie Day
- Elizabeth Taylor: Mary Skinner
- Edmund Gwenn: Reverend Dr. Lloyd
- ZaSu Pitts: Cora Cartwright
- Jimmy Lydon: Clarence Day Jr.
- Emma Dunn: Margaret
- Moroni Olsen: Dr. Humphries
- Elisabeth Risdon: Sra. Whitehead
- Derek Scott: Harlan Day
- Johnny Calkins: Whitney Day
- Martin Milner: John Day
- Heather Wilde: Annie
- Monte Blue: El policia
- Mary Field: Nora
- Queenie Leonard: Maggie
- Frank Elliott: Dr. Somers
- Clara Blandick: Srta. Wiggins, la minyona
- Monte Blue: policia

Actors que no surten als crèdits
- Arlene Dahl
- Fred Kelsey: Jim, conductor de tramvia
- Douglas Kennedy: El pastor Morley

## Premis i nominacions

### Premis
- 1948: Globus d'Or a la millor banda sonora original

### Nominacions
- 1948: Oscar al millor actor per William Powell
- 1948: Oscar a la millor fotografia per J. Peverell Marley i William V. Skall
- 1948: Oscar a la millor banda sonora per Max Steiner
- 1948: Oscar a la millor direcció artística per Robert M. Haas i George James Hopkins